# Championnats du monde d'escalade 2025
Navigation
Berne 2023 Brno 2027
Les Championnats du monde d'escalade 2025, dix-neuvième édition des Championnats du monde d'escalade, auront lieu du 21 au 28 septembre 2025 à Séoul, en Corée du Sud.

## Diffusion
Les championnats du monde seront diffusés en Français sur Bein Sport (chaîne payante).
La diffusion sera également disponible gratuitement sur la chaîne Youtube officielle de l'IFSC en Anglais.